# Villanova d'Albenga
Villanova d'Albenga es una localidad y comune italiana de la provincia de Savona, región de Liguria, con 2.404 habitantes.

## Evolución demográfica
| Gráfica de evolución demográfica de Villanova d'Albenga entre 1861 y 2001 |
|                                                                           |
| Fuente ISTAT - elaboración gráfica de Wikipedia                           |